# Eleftheria Eleftheriou
Eleftheria Eleftheriou (griechisch Ελευθερία Ελευθερίου, * 12. Mai 1989 in Paralimni), auch unter dem Künstlernamen Elle bekannt, ist eine griechisch-zypriotische Sängerin. Sie vertrat Griechenland beim Eurovision Song Contest 2012 (ESC) in Baku.

## Biografie

### Ausbildung und Teilnahme an „X Factor“
Eleftheria Eleftheriou wurde in Zypern geboren und wuchs in Frenaros, Famagusta, auf. Bereits als Kind begeisterte sie sich für die Musik und tanzte vor Publikum. In der Grundschule entdeckte ein Lehrer ihr Talent, woraufhin sie Unterricht im Klavierspiel, in Musiktheorie und Harmonielehre erhielt. Im Alter von 15 Jahren begann Eleftheriou Gesangsunterricht zu nehmen. Bereits ein Jahr später gehörte sie als Solistin dem Orchester des RIK an, der öffentlich-rechtlichen Rundfunkanstalt Zyperns. 2006 nahm Eleftheriou mit der englischsprachigen Ballade Play That Melody To Me am zypriotischen Vorentscheid zum Eurovision Song Contest in Athen teil. Beim Sieg von Annette Artani (Why Angels Cry) belegte sie im Finale einen siebten Platz.
Nach Ende ihrer Schulausbildung studierte Eleftheriou in England Musik und Performance an der University of Surrey. Nach Zypern zurückgekehrt versuchte sie sich erfolglos als Solosängerin zu etablieren, trat im Varieté in Erscheinung und spielte als 18-Jährige eine Saison in Nikosia in dem Musical Ρεντ („Red“) mit. Einem breiten griechischen und zypriotischen Fernsehpublikum wurde Eleftheriou 2009/10 durch ihre Mitwirkung an der zweiten Staffel der Castingshow The X Factor des Fernsehsenders ANT1 bekannt (Ableger des gleichnamigen britischen Formats), nachdem sie bereits ein Jahr zuvor an den Vorsingen der ersten Staffel teilgenommen hatte. Eleftheriou war in der von Giorgos Theofanous betreuten Kategorie „Girls (16–24 Jahre)“ gemeinsam mit u. a. Ivi Adamou vertreten. Sie interpretierte Lieder von Eleftheria Arvanitaki (Den Milo Gia Mia Nihta Ego), Eleonora Zouganeli (Kopse Kai Mirase Sta Dio), Alkistis Protopsalti (Kathe Fora Pou Me Kitazeis) und Elpida (Stin Diskotek), schied aber in der fünften Sendung mit Alicia Keys’ No One überraschend aus. Daraufhin nahm sich der The X Factor-Moderator und populäre Sänger Sakis Rouvas ihrer an und lud Eleftheriou ein, bei Live-Konzerten mit ihm aufzutreten. Im selben Jahr stellte sich eine Zusammenarbeit mit dem bekannten griechischen Sänger Nikos Vertis ein, den sie u. a. auch auf Tourneen durch Europa und Australien begleitete.

### Erste Veröffentlichungen und Sieg beim griechischen ESC-Vorentscheid
2010 wurde Eleftheriou von Sony Music Greece unter Vertrag genommen und nahm ihre erste Single Tables Are Turning in Englisch und Griechisch (Kentro Tou Kosmou) auf. Mit der englischsprachigen Version des Liedes hatte sie ursprünglich geplant, am griechischen Vorentscheid für den Eurovision Song Contest in Oslo teilzunehmen. Tables Are Turning war jedoch bereits vor der offiziellen Präsentation im Internet veröffentlicht worden, woraufhin Eleftheriou disqualifiziert wurde. 2010 folgte die griechischsprachige Single Otan Hamilonoume To Fos, 2011 unter dem Künstlernamen „Elle“ das Lied Never gemeinsam mit dem DJ-Duo Housetwins.
Im Herbst 2011 wechselte Eleftheriou von Sony Music zu Universal Music Greece. 2012 nahm sie mit dem von Dimitri Stassos, Mikaela Stenström und Dajana Lööf geschriebenen englischsprachigen Popsong Aphrodisiac am griechischen Vorentscheid zum Eurovision Song Contest in Baku (Ellinikos Telikos 2012) teil. Stassos hatte u. a. gemeinsam mit Stenström zwei Lieder für den schwedischen Sänger und ESC-Teilnehmer Eric Saade komponiert sowie sich für den spanischen ESC-Beitrag La noche es para mí (2009) mitverantwortlich gezeigt.
Aufgrund der Finanzkrise hatte der staatliche griechische Rundfunksender ERT den Vorentscheid auf ein Minimum an Kosten reduziert und bei verschiedenen griechischen Musiklabels angefragt, die die Songs der Kandidaten selbst aufnehmen, produzieren und bewerben sowie die Reise und Unterbringung in Aserbaidschan bezahlten sollten. Nur Universal Music Greece erklärte sich dazu bereit, den Vorentscheid mit ERT zu kofinanzieren. Bei dem am 12. März 2012 ausgetragenen Vorentscheid in einem Athener Einkaufszentrum setzte sich Eleftheriou gegen drei weitere Kandidaten durch, wobei der Sieg in gleichen Teilen durch ein Televoting und eine Jurywertung entschieden wurde. Damit vertrat sie Griechenland beim 57. Eurovision Song Contest am 22. Mai 2012 in Baku im ersten Halbfinale, was ihr die Qualifikation für das vier Tage später stattfindende Finale einbrachte. Eleftheriou trat mit je zwei Tänzerinnen und Tänzern auf, während sie gesanglich im Backing Vocal von Victoria Chalkiti unterstützt wird. Diese nahm bereits 1993, 1994 und 2008 für Griechenland und 2005 für Weißrussland als Backgroundsängerin am ESC teil. Für die Choreografie zeigt sich wie beim griechischen Beitrag 2011 Constantinos Rigos verantwortlich.

## Diskografie

### Singles
- 2010: Kentro Tou Kosmou (griechisch Κέντρο του κόσμου / Tables Are Turning)
- 2010: Otan Hamilonoume To Fos (griechisch Όταν χαμηλώνουμε το φως)
- 2011: Never (als „Housetwins feat. Elle“)
- 2012: Aphrodisiac
- 2012: Hearts Collide

### Musikvideos
- 2010: Kentro Tou Kosmou griechisch Κέντρο του κόσμου
- 2012: Aphrodisiac